# Neptis rasilis
Neptis rasilis är en fjärilsart som beskrevs av Hans Fruhstorfer 1908. Neptis rasilis ingår i släktet Neptis och familjen praktfjärilar. Inga underarter finns listade i Catalogue of Life.